# Zoltán Ribli
Zoltán Ribli (ur. 6 września 1951 w Mohaczu) – węgierski szachista, sędzia klasy międzynarodowej (od 1995) i trener szachowy (FIDE Senior Trainer od 2009), arcymistrz od 1973.

## Kariera szachowa

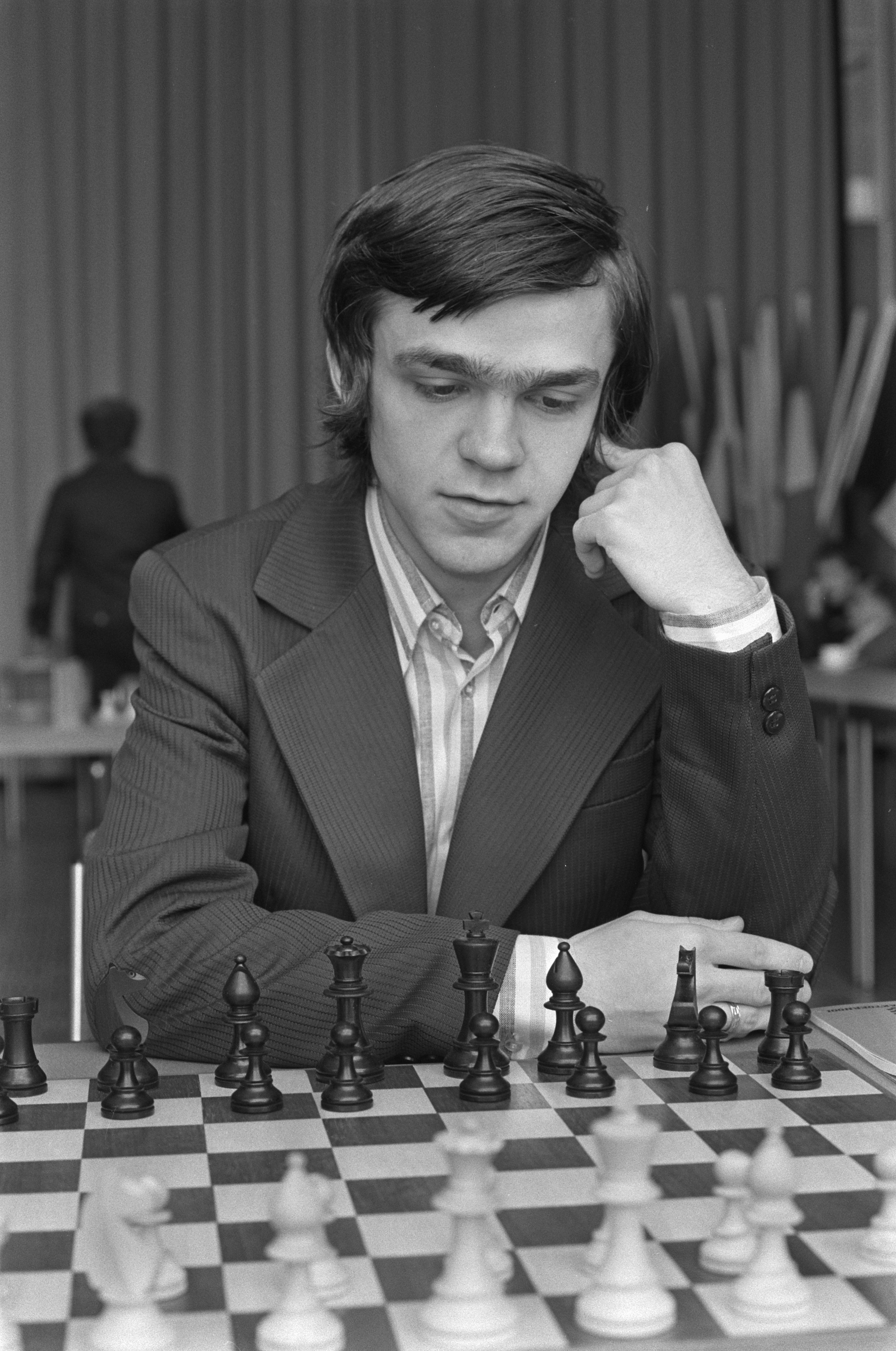
Zoltán Ribli, Amsterdam 1974

W 1970 roku zdobył tytuł mistrza międzynarodowego, w 1973 roku Międzynarodowa Federacja Szachowa przyznała mu tytuł arcymistrza. Trzykrotnie zdobył tytuł mistrza Węgier (w 1973, 1974 i 1977 roku).
W roku 1971 zdobył w Groningen tytuł mistrza Europy do lat 20. Od połowy lat 70. był stałym uczestnikiem rozgrywek o mistrzostwo świata. W 1976 roku w turnieju międzystrefowym w Manili zajął V miejsce. W kolejnym cyklu rozgrywek był bliski awansu do turnieju pretendentów. Turniej międzystrefowy w Rydze w 1979 roku zakończył na III–IV miejscu, wspólnie ze swoim rodakiem, Andrásem Adorjánem. Dogrywka zakończyła się remisem i do dalszych gier awansował Adorján lepszą punktacją pomocniczą.
Największy sukces odniósł w 1982 roku, w którym wygrał turniej międzystrefowy w Las Palmas i awansował do meczów pretendentów. W meczu ćwierćfinałowym pokonał Eugenio Torre 6 – 4, jednak w półfinale został wyeliminowany przez byłego mistrza świata, Wasilija Smysłowa 4½ – 6½. W następnym cyklu rozgrywek został zakwalifikowany bez eliminacji do turnieju pretendentów, w którym jednak zajął odległe XIII-XIV miejsce.
W 1984 roku został wybrany do reprezentacji "reszty świata" w meczu przeciwko drużynie Związku Radzieckiego. Zwyciężył w tym meczu Rafaela Waganiana 2½ – 1½. W 1987 roku ponownie awansował do turnieju międzystrefowego, w którym zajął IV-V miejsce wspólnie z byłym mistrzem świata, Michaiłem Talem. Na znak protestu przeciw jego zdaniem niesprawiedliwemu rozstawieniu w tym turnieju nie przystąpił do meczu barażowego z Talem.
W swoim najlepszym okresie (lata 70. i 80.) zwyciężył w wielu międzynarodowych turniejach, m.in. w Kecskemet (1972, wraz z Aleksiejem Suetinem), Budapeszcie (1975, wraz z Lwem Poługajewskim), Meksyku (1980), Baden-Baden (1981, wraz z Anthony Milesem), Portorožu/Lublanie (1985, memoriał Milana Vidmara, wraz z Lajosem Portischem), Dortmundzie (1986), Reggio Emilia (1987) i Wijk aan Zee (1989, wraz z Viswanathanem Anandem, Gyulą Saxem i Predragiem Nikoliciem) oraz zajął II lokaty w Amsterdamie (1978, za Janem Timmanem), Bledzie/Portorožu (1979, wraz z Bentem Larsenem, za J.Timmanem), Wijk aan Zee (1983, za Ulfem Anderssonem), Bugojno (1984, za J.Timmanem) i Tilburgu (1984, wraz z Aleksandrem Bielawskim, Robertem Hübnerem i Władimirem Tukmakowem, za A.Milesem). W roku 2002 odniósł kolejne turniejowy sukces, zwyciężając (przed Robertem Fontaine i Zoltanem Vargą) w Opatii.
W latach 1970–1994 dwunastokrotnie reprezentował Węgry na olimpiadach szachowych, w 145 partiach uzyskując 49 zwycięstw, 88 remisów i tylko 8 porażek. Był współtwórcą największego powojennego sukcesu węgierskiej drużyny, która w 1978 w Buenos Aires wyprzedziła reprezentację ZSRR i zdobyła złote medale. W swoim dorobku ma również trzy srebrne medale olimpijskie, które zdobył wraz z drużyną w 1970, 1972 i 1980 roku. Poza tym jest dwukrotnym medalistą drużynowych mistrzostw świata (z roku 1985 – srebrny wraz z drużyna oraz złoty za indywidualny wynik na II szachownicy) oraz pięciokrotnym drużynowych mistrzostw Europy (dwukrotnie srebrnym 1977, 1980 i dwukrotnie brązowym 1973, 1983 wraz z drużyną oraz złotym 1977 za indywidualny wynik na II szachownicy).
Najwyższy ranking w karierze osiągnął 1 lipca 1988 r., z wynikiem 2630 punktów dzielił wówczas 8-9. miejsce (wspólnie z Michaiłem Gurewiczem) na światowej liście FIDE, jednocześnie zajmując 2. miejsce (za Lajosem Portischem) wśród węgierskich szachistów.
Od 1995 r. posiada również tytuł sędziego szachowego klasy międzynarodowej, a od 2009 r. – najwyższy szachowy tytuł trenerski, FIDE Senior Trainer.

## Życie prywatne
Żoną Zoltána Ribliego jest węgierska mistrzyni międzynarodowa, Mária Grosch.